# Caballo menorquín

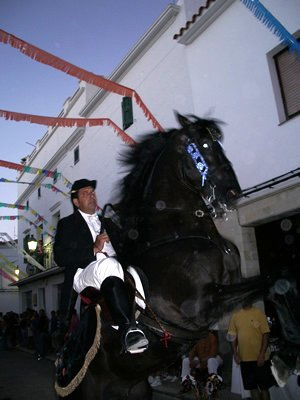
Menorquín durante un jaleo.

El caballo menorquín es una raza de caballo propia de Menorca. Su existencia es muy antigua y es un ejemplo de raza preservada a lo largo de los siglos. Tiene su origen en los caballos meridionales de la península ibérica. Es un pariente cercano del caballo mallorquín y del caballo catalán, este último ya extinguido.
Es una raza que siempre ha sido apreciada, ya sea para el campo como para la equitación. Nunca ha estado en peligro real de extinción, ya que hace doscientos años que se utilizan en las fiestas de Sant Joan, mucho antes de que se dejaran de utilizar para los trabajos del campo. Fue reconocido como raza en 1988 por la Jefatura de Cría Caballar del Ministerio de Defensa. Actualmente, su Libro Genealógico y su Programa de Conservación y Mejora oficiales se encuentran gestionados por la Asociación de Criadores y Propietarios de Caballos de Raza Menorquina, existiendo contablizados más de 3000 ejemplares y la cifra va en aumento cada año, con una media de 150 nacimientos anuales.
Debido a la popularidad de las Fiestas patronales de Menorca, en las que los caballos son los grandes protagonistas, ha aumentado mucho su demanda externa y sus poseedores se dedican a la venta de potros, tanto a nivel insular como en el extranjero, siendo Francia, Italia y Holanda los principales núcleos externos. No obstante, dado el carácter insular de la raza y por tener un área de distribución en principio muy restringida, los criadores del caballo menorquín pretenden enfocar la producción de más caballos de esta raza con otros fines además de la exhibición en espectáculos y festejos populares, que además tienen una demanda limitada. 
Por eso actualmente la raza se está enfocando a otros fines similares, destacando particularmente su participación en eventos deportivos para las disciplinas de Doma clásica y Doma menorquina. Actualmente la raza está siendo seleccionada para obtener caballos siempre de capa negra, de mayor alzada a la original y unas cualidades de conformación y funcionalidad adecuadas para destacar en los eventos en los que participen.

## Características
El caballo menorquín destaca por las siguientes características:
- Carácter tranquilo y obediente.
- Color negro de la capa.
- Cola baja de pelo largo y fuerte.
- Tronco alargado.
- Orejas con orientación divergente y móviles, de tamaño medio.

a) Características Generales: Ejemplares eumétricos, con perfil subconvexo a recto y mediolíneos, de esbelta figura y “lejos de tierra”. De extremidades finas y aplomos correctos. Conformación fuerte y resistente. Las hembras son más estilizadas que los machos, de cabeza y cuerpo más alargados, con el cuello más fino y alargado, y la grupa más cuadrada. La alzada a la cruz mínima en los machos es de 1,54 metros y 1,51 en las hembras.
b) Cabeza: De tamaño medio, alargada, descarnada y de perfil subconvexo a recto. Orejas de proporciones medias, estrechas y con las puntas ligeramente convergentes. Ojos negros, redondeados, de órbitas salientes y mirada viva. Ollares oblicuos, amplios y de alas discretamente salientes. Hocico cuadrado y carrillada de arco abierto.
c) Cuello: De longitud media con tendencia a ser alargado, moderadamente musculado, suave arqueamiento del borde superior y buen engarce, no profundo, con cabeza y tronco. Crinera abundante y de pelo fuerte.
d) Tronco: Alargado, de costillar discretamente arqueado. Cruz alta y larga. Dorso y lomo de longitud media y musculados, línea dorso-lumbar recta y ascendente hacia las palomillas. Grupa ligeramente inclinada y más larga que ancha. Nacimiento de cola bajo. Pecho proporcionado. Vientre recogido. Ijares no muy destacados.
e) Extremidades anteriores o torácicas: Altas y todos sus radios largos. Espalda larga y oblicua con encuentros adelantados. Brazo alargado al igual que el antebrazo. Rodilla enjuta, amplia y alta. Cañas largas. Cuartillas de buena inclinación y adecuada longitud. Cascos pigmentados, sólidos y de tamaño proporcionado.
f) Extremidades posteriores o pelvianas: Muslo y nalga ligeramente musculados, de tamaño proporcionado al cuerpo. Pierna larga. Corvejón amplio, abierto, ancho en sentido antero-posterior. Las regiones situadas por debajo de las articulaciones tarsianas tendrán las mismas características que las indicadas para sus homólogas anteriores.
g) Caracteres fanerópticos: Capa negra, de peceña a azabache, uniforme. Son admitidas pequeñas marcas blancas en la cabeza (estrella y lucero) y extremidades (principio de calzado y calzados bajos) con criterios de eliminación.
h) Caracteres fisiológicos o funcionales: Son caballos de aires sueltos, regulares, acompasados y cadenciosos con extensiones fáciles.
i) Caracteres psico-constitucionales: La raza Menorquina agrupa caballos de sangre caliente, nobles, de buen carácter, comportamiento colaborador y fácil entrenamiento que aseguran excelentes binomios.
j) Aptitudes y prestaciones: Es un excelente caballo de silla que satisface a toda clase de jinetes. Con capacidad de adaptarse a distintas modalidades con resultados satisfactorios para la doma. Aptitudes para los aires de alta escuela. También muy útil para enganche ligero.
k) Defectos descalificantes: Serán considerados defectos descalificantes todas las capas distintas de la negra, la alzada a la cruz inferior a de 1,54 en los machos y 1,51 en las hembras; así como todos los defectos descalificantes específicos de esta especie: presencia de gato o gatillo (cuello vencido), criptorquidia y monorquidia no accidental.